# کولت وولف
 کولت وولف (انگلیسی: Collette Wolfe؛ زادهٔ ۴ آوریل ۱۹۸۰) یک هنرپیشه اهل ایالات متحده آمریکا است. وی از سال ۲۰۰۶ میلادی تاکنون مشغول فعالیت بوده‌است.
او در فیلم جکوزی ماشین زمان بازی کرده است.